# تاکاتوری، نارا
تاکاتوری، نارا (به لاتین: Takatori, Nara) یک منطقهٔ مسکونی در ژاپن است که در استان نارا واقع شده‌است. تاکاتوری ۷٬۸۹۴ نفر جمعیت دارد.